# 도쿠야마번
도쿠야마 번(일본어: 徳山藩 토쿠야마한[*])은 에도 시대의 번으로서 조슈번(하기번)의 지번이다. 본래 이름은 구다마쓰 번(下松藩). 번청은 스오국 구다마쓰(지금의 야마구치현 구다마쓰시)였으나 도쿠야마(본래 이름은 노가미촌, 지금의 야마구치현 슈난시)로 이전하였다.

## 역대 번주
모리가
도자마 4만 5천석 → 3만석 → 4만석
1. 모리 나리타카(就隆) 1634년 ~ 1679년
2. 모리 모토카타(元賢) 1679년 ~ 1690년
3. 모리 모토쓰구(元次) 1690년 ~ 1719년
4. 모리 모토타카(元尭) 1719년 ~ 1720년
5. 모리 히로토요(広豊) 1720년 ~ 1758년
6. 모리 히로노리(広寛) 1758년 ~ 1764년
7. 모리 나리요시(就馴) 1764년 ~ 1796년
8. 모리 히로시게(広鎮) 1796년 ~ 1837년
9. 모리 모토미쓰(元蕃) 1837년 ~ 1871년

## 같이 보기
- 모리 모토이사: 도쿠야마 마지막 번주 모리 모토미쓰의 양자, 친부는 조후번주 모리 모토유키, 모리 자작가(도쿠야마 번) 초대 당주